# Frédéric Passy
Frédéric Passy (ur. 20 maja 1822 w Paryżu, zm. 12 czerwca 1912 w Neuilly-sur-Seine) – francuski ekonomista i polityk, laureat Pokojowej Nagrody Nobla za rok 1901.

## Życiorys
W latach 1846–1849 pracował jako audytor przy Radzie Państwa. Opowiadał się za liberalnymi reformami ekonomicznymi (zwolennik wolnego handlu) i ideami filantropii. Wychodził z założenia, że kraje – partnerzy handlowi – nie będą prowadzić ze sobą wojen. Zaangażował się w światowy ruch antywojenny w okresie wojny krymskiej (1853–1856). Jego apele na łamach pisma „Le Temps” (1867) przyczyniły się do uniknięcia wojny francusko-pruskiej o Luksemburg. W 1867 powołał do życia pierwsze francuskie stowarzyszenie pokojowe – Międzynarodową i Stałą Ligę Pokoju (przekształconą później we Francuskie Towarzystwo Arbitrażu Międzynarodowego). Po wojnie francusko-niemieckiej (1870–1871) zaproponował przyznanie niepodległości i całkowitej neutralności Alzacji-Lotaryngii.
Zasłynął jako działacz pacyfistyczny, prezes Unii Międzyparlamentarnej. W latach (1874–1889) liberalny deputowany.
W latach 1881–1889 zasiadał w parlamencie francuskim. Załagodził konflikt między Francją a Holandią w sprawie granicy kolonialnej Gujany Francuskiej i Surinamu. W 1888 współtworzył Międzyparlamentarną Unię Arbitrażu (razem z Brytyjczykiem Williamem Randalem Cremerem) i został jej przewodniczącym.
Do końca życia uczestniczył w wielu działaniach arbitrażowych dla załagodzenia konfliktów międzynarodowych. Dorobek Passy'ego docenił Norweski Komitet Noblowski, przyznając mu pierwszą w historii Pokojową Nagrodę Nobla w 1901. Razem z Francuzem uhonorowano twórcę Czerwonego Krzyża, Henri Dunanta.
Napisał: La démocratie et l'instruction (1864), Historique du mouvement de la paix (1905), Eloges, notices et souvenirs (1913).